# Terry Tsang-Yee-Moï
Terry Tsang-Yee-Moï, né le 10 octobre 1996 en Guyane, est un cycliste français.

## Palmarès
- 2016
  - 2e étape du Tour de Guyane
  - 8e du Tour de Guyane
- 2017
  - 3e et 8e étapes du Tour de Guyane